# Romaro Gill
Romaro Hill (Parroquia de Saint Thomas (Jamaica), 2 de octubre de 1994) es un baloncestista jamaicano que pertenece a la plantilla del Club Ourense Baloncesto de la Liga LEB Oro. Con 2,18 metros de estatura, juega en la posición de Pívot.

## Trayectoria deportiva
Gill nació y se crio en Saint Thomas, Jamaica, y creció jugando al cricket, al voleibol y al fútbol en la St. Thomas Technical High School. En 2015, Gill aceptó una oferta de la Universidad de Vincennes de la NJCAA, de la que formó parte durante dos temporadas.
En marzo de 2017, Gill ingresó en la Universidad Seton Hall, situada en Nueva Jersey para disputar el Campeonato de la División I de la NJCAA en marzo de 2017. Tras un primer año en blanco para aprender de sus compañeros veteranos, en la temporada 2018-19 promedió 2,3 puntos, 2,7 rebotes y 1,3 tapones por partido con Seton Hall Pirates, donde fue incluido en el Equipo Académico de la Conferencia Big East en 2018 y 2019. En su último año, promedió 7.8 puntos, 5.6 rebotes y 3.2 tapones por juego y fue nombrado Jugador Defensivo del Año de Big East y Jugador Más Mejorado de Big East. Lideró el Big East y ocupó el tercer lugar en la División I de la NCAA en bloqueos por partido.
Tras no ser elegido en el Draft de la NBA de 2020, el 30 de noviembre de 2020 firmó un contrato de Anexo 10 con Utah Jazz y fue despedido el 18 de diciembre antes del inicio de la temporada 2020-21 de la NBA. Más tarde, entre febrero y marzo de 2021, pasó a jugar para Salt Lake City Stars de la NBA G League.
En abril de 2021, Gill se unió a los Wellington Saints para la temporada de la NBL de Nueva Zelanda, finalizando su contrato el 16 de junio de 2021.
En agosto de 2021, Gill jugó con Los Angeles Lakers en la NBA Summer League de 2021.
El 30 de octubre de 2021, Gill fue adquirido por los Raptors 905 para disputar la temporada 2021-22 de la NBA G League.Sería cortado el 31 de enero de 2022, readquirido el 3 de febrero y luego cortado nuevamente el 1 de marzo de 2022. En 19 partidos promedió 3,7 puntos, 4,1 rebotes y 1,5 tapones por partido.
El 14 de abril de 2022, Gill firmó con los Southland Sharks para la temporada 2022 de la NBL de Nueva Zelanda.
El 16 de febrero de 2023, Gill volvió a firmar con los Southland Sharks para la temporada 2023 de la NBL de Nueva Zelanda, finalizando su contrato el 23 de mayo de 2023, donde promedió 9.2 puntos (con un espectacular 78.3% en tiros de campo) , 7.2 rebotes y 2 tapones.
En julio de 2023, disputa la Liga de Verano de la NBA con los San Antonio Spurs.
El 7 de agosto de 2023, firma por el Club Ourense Baloncesto de la Liga LEB Oro.